# Joseph Liouville
Joseph Liouville, född 24 mars 1809 i Saint-Omer, död 8 september 1882 i Paris, var en fransk matematiker.
Liouville blev 1827 ingenjör, men lämnade snart den praktiska banan för att uteslutande ägna sig åt matematiken. Han blev professor vid École polytechnique 1833, vid Faculté des sciences och Collège de France 1839, ledamot av Franska vetenskapsakademin 1839 och medlem av Bureau des longitudes 1841. År 1848 valdes han till ledamot av konstituerande församlingen, där han utmärkte sig genom sina demokratiska tendenser, men lämnade snart den politiska banan och sysselsatte sig därefter enbart med vetenskaplig forskning och med sitt lärarkall.
Liouville invaldes 1851 som utländsk ledamot av Kungliga Vetenskapsakademien. Som vetenskaplig författare var Liouville ovanligt produktiv. Antalet av hans utgivna avhandlingar eller uppsatser uppgår till nästan 400. Bland den mängd olika frågor inom den rena och tillämpade matematiken, som han behandlade, kan särskilt nämnas teorin för differentialer med bråkindices, en teori, som egentligen blivit grundlagd först av Liouville, samt teorin för de elliptiska funktionerna, vilken av honom utvecklade avseende flera viktiga detaljfrågor.
För övrigt ägnade han ett stort antal avhandlingar åt talteorin, celesta mekaniken, högre algebran, differentialekvationers integration, definita integraler och åtskilliga andra transcendenta funktioner. Han utövade även stort inflytande på matematikens utveckling dels genom sin ovanligt stora förmåga som föreläsare och lärare, dels genom den av honom grundlagda tidskriften Journal de mathématiques pures et appliquées, som utkom med 39 band (1836-74) under hans ledning.